# Daria Guidetti
| Odkryte planetoidy: 2 | Odkryte planetoidy: 2 | Odkryte planetoidy: 2 |
| --------------------- | --------------------- | --------------------- |
| (34004) Gregorini     | 30 lipca 2000         |                       |
| (49443) Marcobondi    | 22 grudnia 1998       |                       |
| 1. 2.                 |                       |                       |

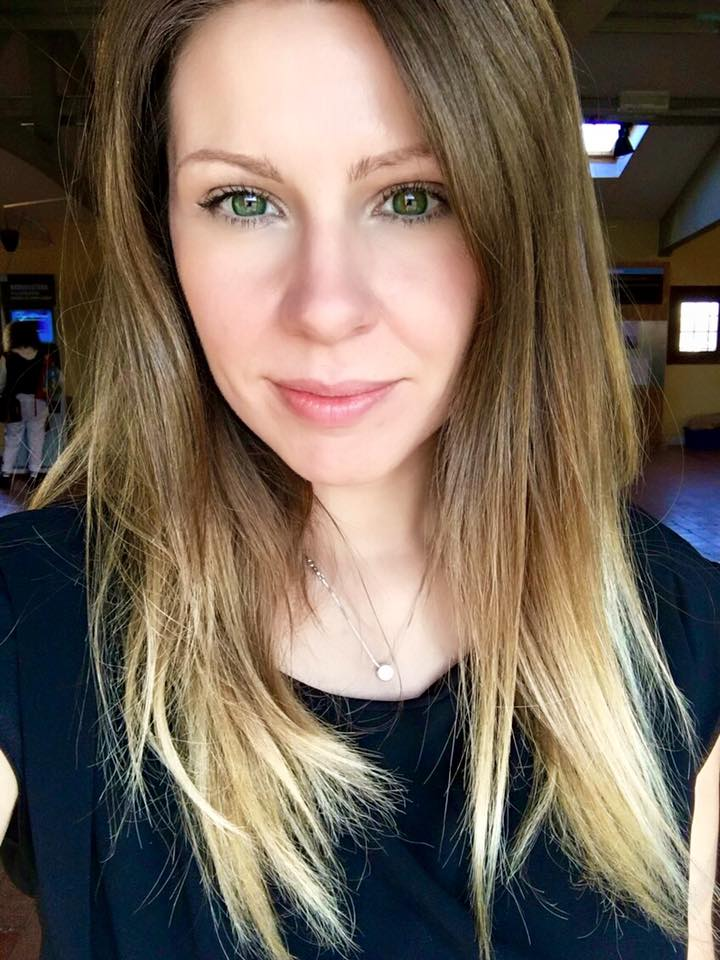
Daria Guidetti (2016)

Daria Guidetti (ur. 1978 w Empoli) – włoska astrofizyczka, popularyzatorka astronomii.

## Życiorys
Wspólnie z innymi astronomami odkryła w latach 1998–2000 dwie planetoidy, współpracując jako astronom amator z Gruppo Astrofili Montelupo.
Później studiowała astronomię na Uniwersytecie Bolońskim (ukończyła w 2007), po czym rozpoczęła studia doktoranckie w Istituto di Radioastronomia di Bologna. Jest autorką i prezenterką programów telewizyjnych popularyzujących astronomię: Destinazione Spazio i Cosmo.
W uznaniu jej pracy jedną z planetoid nazwano (27005) Dariaguidetti.